# Urquhart Castle

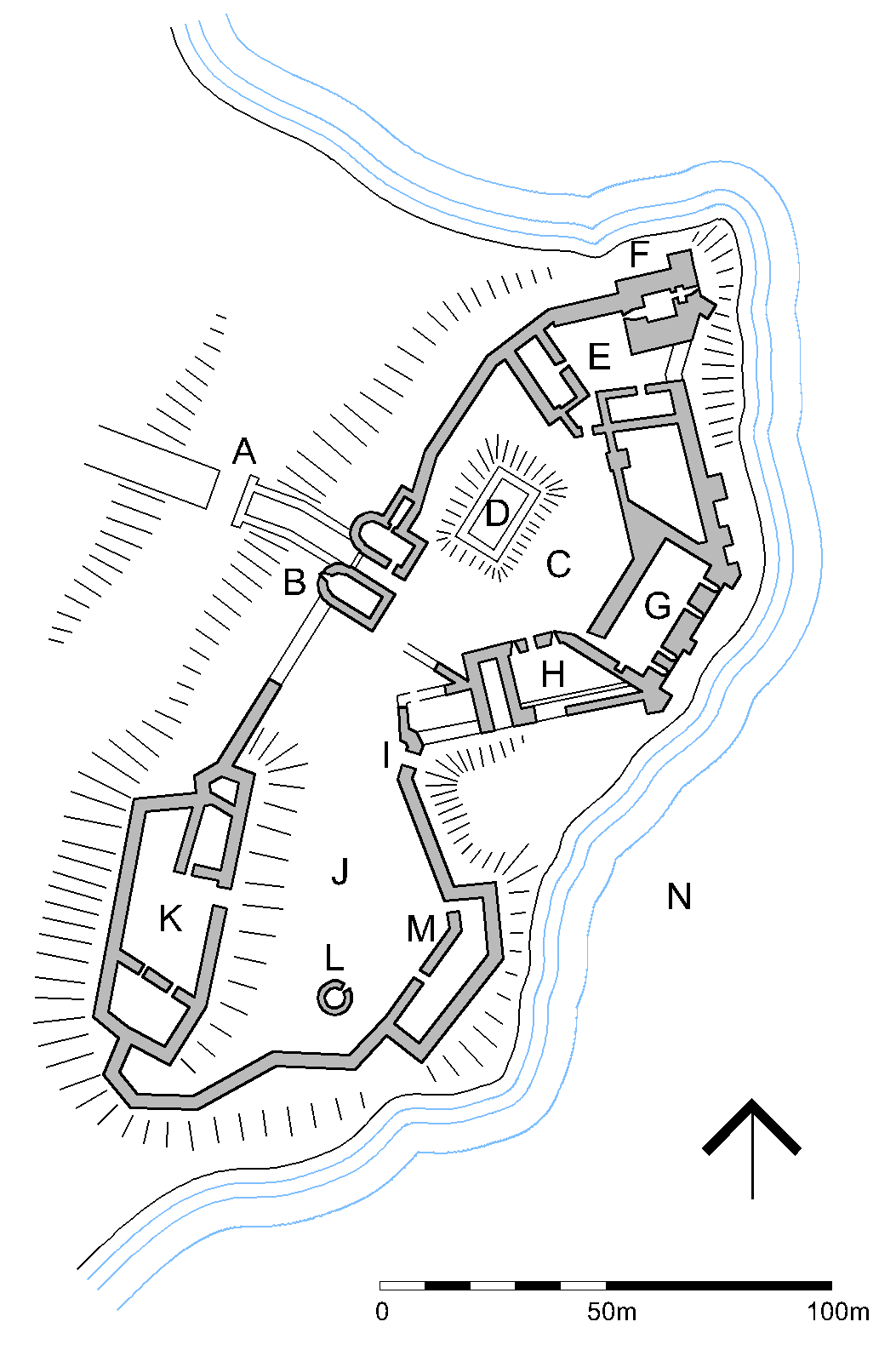
Grundriss der heutigen Burgruine

Urquhart Castle (anhörenⓘ) ist eine am Loch Ness gelegene Burgruine. Der nächstgelegene Ort ist das etwa 2,7 km entfernte Drumnadrochit.
Die Ruine war bis 2015 als Denkmal der Kategorie A klassifiziert. Seitdem ist sie ausschließlich als Scheduled Monument geschützt.

## Geschichte

### Erste Spuren
Erste Besiedlungsspuren des Ortes gehen bereits in die Zeit vor dem Besuch des Heiligen Columban im 6. Jahrhundert zurück. Im Adomnán’s Life of Columba wird ein Vorläufer der Festung als Wohnsitz eines piktischen Adeligen erwähnt. Auf dem Gelände wurden zwar bei verschiedenen Ausgrabungen entsprechende Artefakte gefunden, ein früher vermutetes Piktisches Fort konnte jedoch bisher nicht nachgewiesen werden.

### Die Burg im Wandel der Zeit
Um 1230 hatte König Alexander II. eine Revolte gegen seine Herrschaft in der Region Moray niedergeschlagen. Um seine Regentschaft zu sichern, übergab er diese Region an seinen Schwiegersohn Alan Durward. Dieser begann umgehend mit der Errichtung einer strategisch günstig gelegenen Burganlage, die von ihrer Planung her eine Festung war. Trotzdem sollte die Anlage alle Bequemlichkeiten einer Residenz besitzen, wie sie von einem Chief des Clan Urquhart erwartet wurde. Diese Burg zählte in ihrer Blütezeit zu den größten in Schottland. Die steinerne Ringmauer umgab ein weitläufiges Gelände und schützte so die innen liegenden Wohngebäude aus Holz.
1275 starb Alan Durward ohne Erben, die Burg fiel an die Familie Comyn. 1296 wurde sie von den Engländern eingenommen, 1303 von den Schotten zurückerobert, fiel aber im gleichen Jahr wieder in englische Hand. Nachdem er König geworden war, konnte Robert the Bruce die Anlage 1306 endgültig unter schottische Kontrolle bringen. Danach gewann die Anlage immer mehr an strategischer Bedeutung und wurde ab 1395 weiter zu einer mittelalterlichen Festungsanlage ausgebaut. So kamen beispielsweise das stark befestigte Torhaus und der Bergfried als zweiter Verteidigungspunkt im Norden der Anlage hinzu. Im Laufe der folgenden 150 Jahren wurden viele der errichteten Gebäude jedoch stark beschädigt, als die „Lords of the Isles“ des Clan MacDonald sich gegen die Krone stellten. Der nördliche Teil der Burg wurde verstärkt, da es einfacher war, eine kleinere Anlage mit wenigen Leuten zu verteidigen.
Ab 1545 wurde die Burg als Verteidigungsanlage in großen Teilen aufgegeben, stattdessen der Bergfried renoviert und zu einem Wohngebäude für einen Laird umgebaut. Zu dieser Zeit war ein Teil der Verteidigungsanlagen bereits verfallen.
Um 1600 ist die Burg verlassen, da die Lairds inzwischen bequemere Residenzen in akzeptableren Gegenden bevorzugten. In der Folge spielte die Burg keine strategische Rolle mehr, die letzte Garnison verließ sie nach dem Schottischen Jakobitenaufstand von 1689 im Jahr 1692. Fortan war die Burg dem Verfall überlassen. Nachdem sie verlassen worden war, wurden die Gebäude systematisch geplündert; ihre Steine und Dächer wurden teilweise für den Bau von Häusern abgetragen. So fanden sich allein 10 Tonnen entwendeten Bleis aus der Dachkonstruktion der Anlage in den umliegenden Cottages und Barns wieder.

## Beschreibung
Man nähert sich der Burg von Westen her über eine sanft abfallende Wiese. Die ehemalige Zugbrücke A (heute eine feste Konstruktion) überspannt einen bis zu 30 Meter breiten und bis zu 5 Meter tiefen Graben. Die Burg betritt man durch das Torhaus B, einen von zwei Rundtürmen geschützten Durchgang. Diese Türme beinhalteten ehemals die Wachstuben, eine Gefängniszelle sowie die Mechanismen zum Heben und Senken der Zugbrücke.
Wendet man sich nach dem Betreten der Burg nach rechts, erreicht man den upper bailey, den oberen Burghof J. Dieser ist der älteste und zugleich der am höchsten auf dem Felsen liegende Teil der Anlage, hier wurden bei Ausgrabungen auch die meisten keltischen Artefakte gefunden. Nur noch Ruinen der Fundamente zeugen von den ehemaligen Gebäuden K; bei den meisten dieser Räume konnte ihre Nutzung bis heute nicht eindeutig ermittelt werden. Ein rundes Fundament L kann jedoch als gemauerter Taubenturm identifiziert werden, ein weiterer Bereich M wurde als Schmiede identifiziert. Den Übergang zwischen oberem und unterem Burghof bildet, gegenüber dem Torhaus liegend, das Wassertor I mit Zugang zum Loch Ness.
Der nether bailey, der untere Burghof C gewährt Zugang zu den anderen Gebäuden der Burg, die später errichtet wurden und zu großen Teilen auch besser erhalten sind. Beherrscht wird der Burghof jedoch von einem kleinen Hügel, auf dem die Fundamente einer ehemaligen Kapelle D zu finden sind. Rechter Hand liegen die Überreste der „Großen Halle“ G und H, hier waren auch die Küche sowie Unterkünfte für den Burgherren und seine Gäste zu finden.
Der am besten erhaltene Teil der Burg wurde auch am längsten benutzt, er wird im Englischen inner close und im Deutschen gelegentlich Zitadelle genannt. Er besteht aus einem kleinen Torhaus mit zusätzlichen Räumen unbekannten Zwecks E sowie dem bergfriedartigen Tower House F. Dessen massives Fundament stammt aus dem 14. Jahrhundert, die darüber liegenden Etagen wurden erst nach 1509 errichtet.
Geschützt durch einen weiteren kleinen Burggraben betritt man diesen Turm in seiner ersten Etage, die einst eine einzige große Halle beinhaltete. Die darunter liegenden Kellergewölbe konnten nur von hier aus erreicht werden. In den zwei darüber liegenden Etagen waren Wohn- und Schlafräume zu finden, darunter auch das private Zimmer des Herren der Burg. Große Kamine und kleine Latrinen boten einen gewissen Komfort. Das oberste Stockwerk war militärisch ausgelegt, mit Wachstuben und Schlafräumen für die Soldaten sowie einigen Verteidigungserkern.

## Urquhart Castle heute
Um 1930 erwarb ein Mr. Chewett die Ruine, heute gehört das Castle dem National Trust for Scotland und wird von Historic Scotland verwaltet. Urquhart Castle ist ein beliebter Bestandteil von Schottland-Rundreisen, entsprechend gut besucht ist die Ruine. Zur Anlage gehören ein Busparkplatz sowie ein großes Besucherzentrum, das neben einem kleinen Museum auch über einen großen Souvenirverkauf, ein Informationskino sowie über ein Café verfügt. Die Anlage ist ganzjährig geöffnet. 2019 wurde Urquhart Castle von rund 548.000 Personen besucht. 2024 betrug die Besucherzahl etwa 474.000 Personen. Die Ruine liegt direkt an der A82 und wird auch durch Linienbusse angefahren.

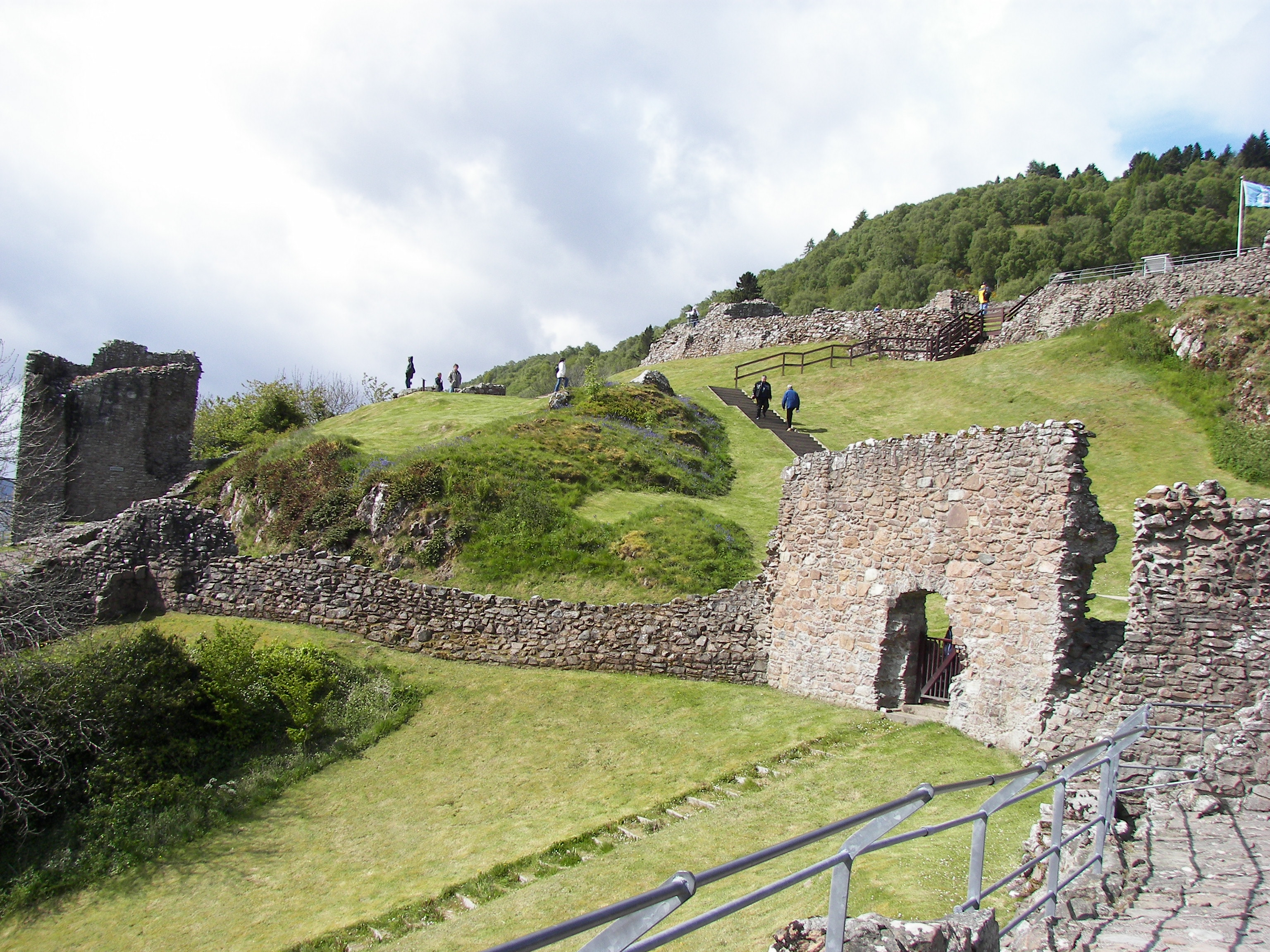
Die südliche Anlage
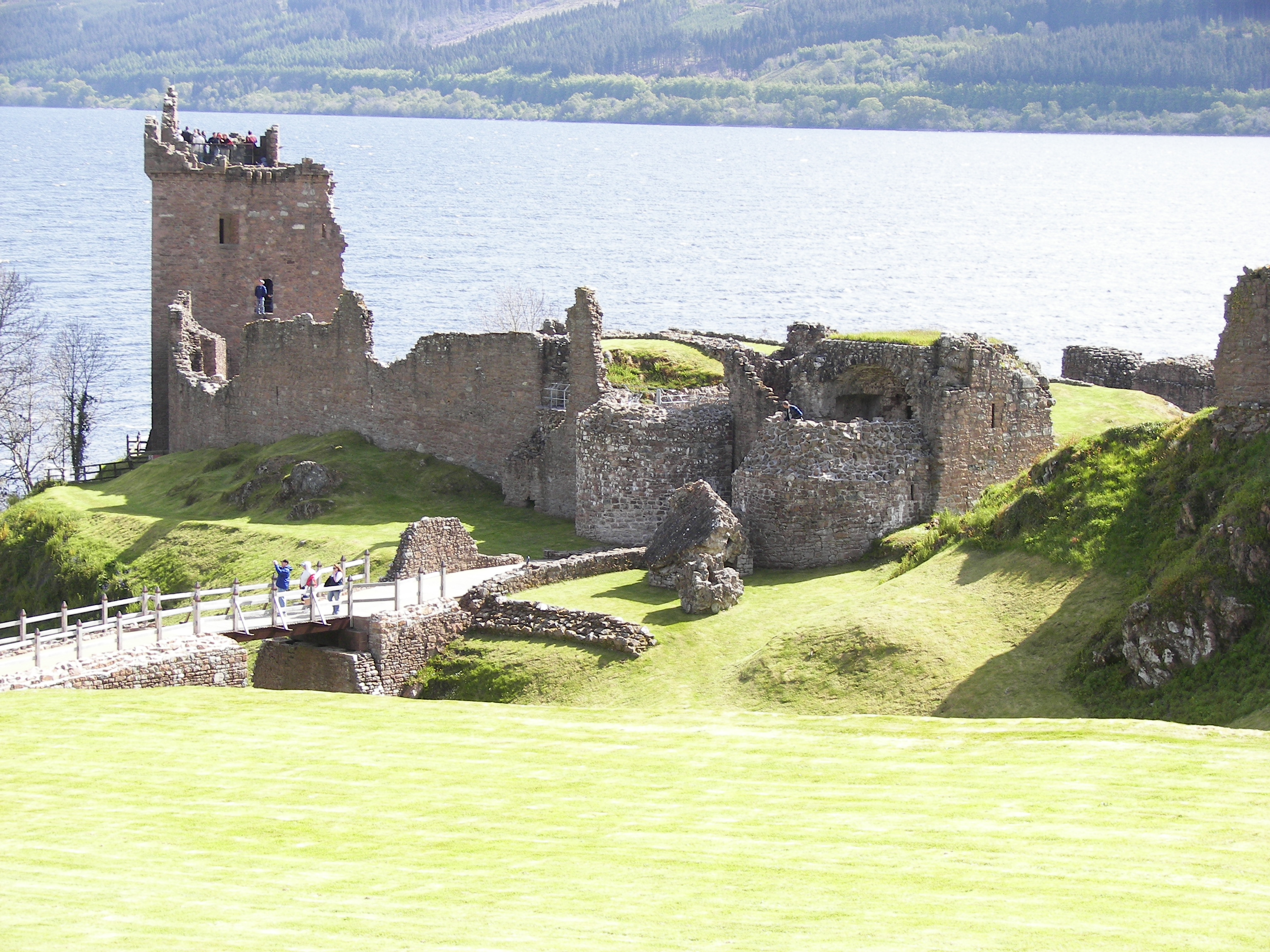
Torhaus und Bergfried, nördliche Anlage
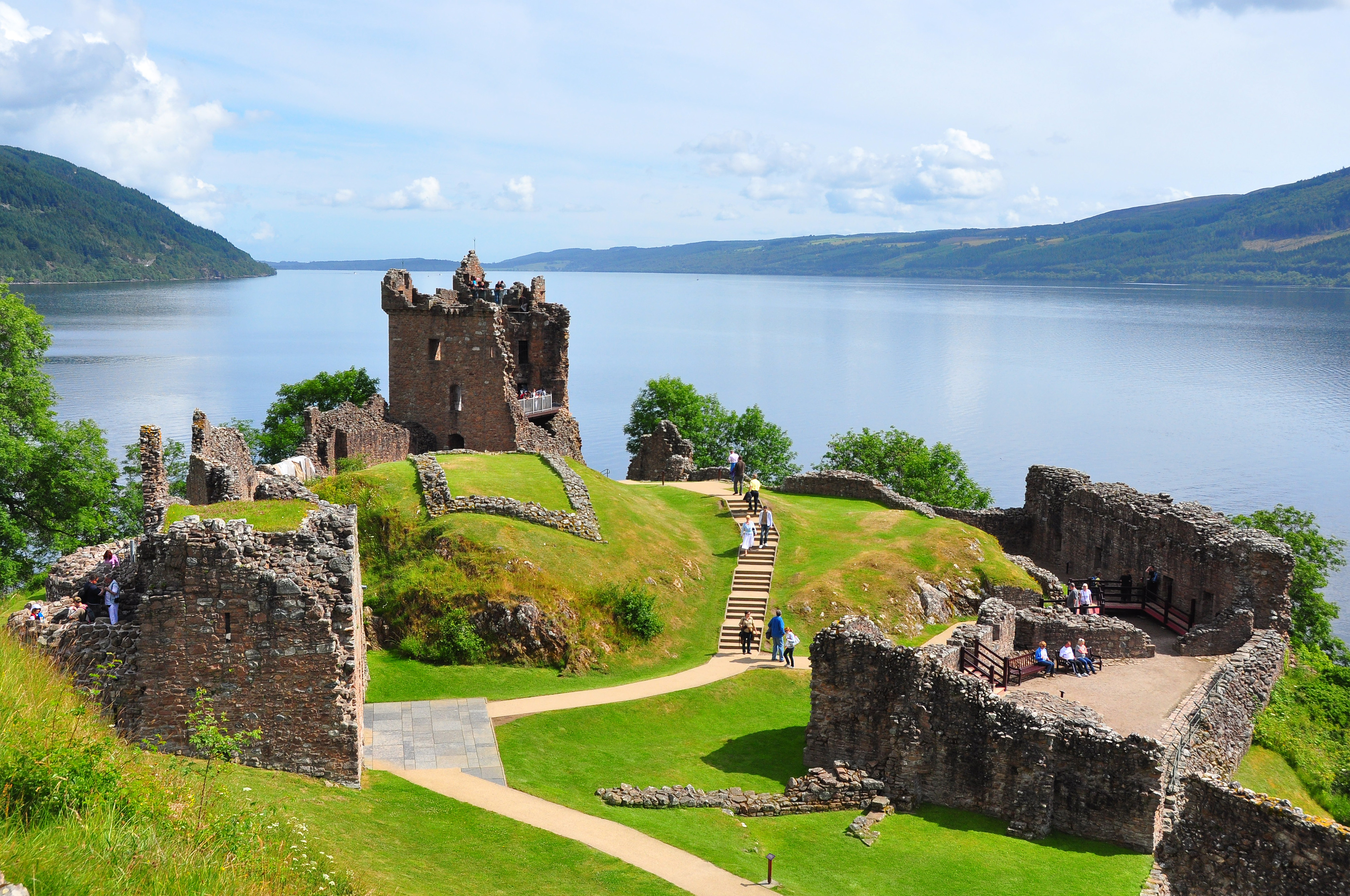
Bergfried, nördliche Anlage
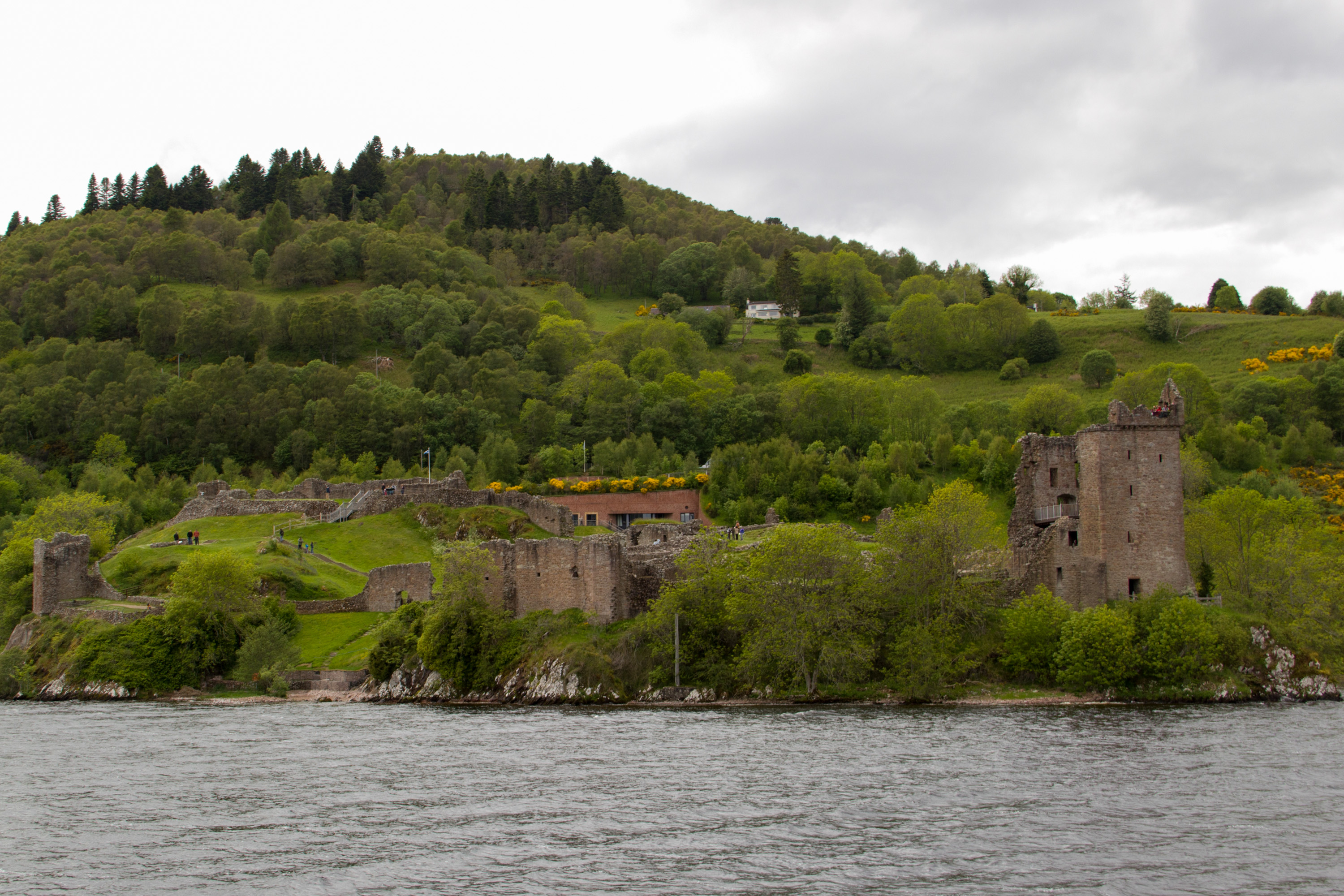
Komplette Anlage vom Loch Ness aus gesehen